# Абе Кобо
Ко́бо А́бе (яп. 安部公房, あべこうぼう, справжнє ім'я — Кіміфуса Абе) (7 березня 1924, Токіо—22 січня 1993) — японський письменник, драматург і сценарист, один з лідерів японського повоєнного авангарду в мистецтві. Основна тема творчості — пошук людиною власної ідентичності в сучасному світі. За романами «Жінка в пісках», «Чуже обличчя» і «Спалена карта» в 1960-х роках режисером Хіросі Тесігахара були зняті кінофільми.

## Життя і творчість
Абе народився в Токіо 7 березня 1924 року. Його справжнє ім'я Кіміфуса («Кобо» — це від вимовленого по-китайськи «Кіміфуса»). Дитинство і юність Абе провів в Маньчжурії, де його батько працював на медичному факультеті Мукденського університету. У 1943 р., у розпал війни, за наполяганням батька він їде в Токіо й вступає на медичний факультет Токійського імператорського університету, але через рік повертається в Мукден, де стає свідком поразки Японії у війні.
У 1946 р. Абе знову їде до Токіо, щоб продовжити освіту, але не вистачає грошей, та і лікарем він ставати не дуже хотів. Проте в 1948 р. Абе закінчує навчання і отримує диплом. Не пропрацювавши лікарем й дня, він обирає літературний шлях. До того часу відносяться його ранні твори, в яких втілені враження його дитячих років від перебування в країні іншої культури, — «Дорожній знак в кінці вулиці» (1948) та інші. Одружився Абе, будучи студентом, його дружина — художник і дизайнер по професії — ілюструвала обкладинки до багатьох його творів.
У 1951 р. вийшла повість Абе «Стіна. Злочин S. Карми», що принесла письменнику літературну популярність і удостоєна вищої в Японії літературної премії — премії Акутагави. Надалі Абе Кобо розширив повість, додавши ще дві частини: «Борсук з Вавилонської вежі» та «Червоний кокон». Невлаштованість, самотність особистості — ось лейтмотив «Стіни». Ця повість визначила письменницьку долю Абе.
Як кожна молода людина його покоління, він пережив захоплення політикою, був навіть членом японської Компартії, з якої вийшов на знак протесту проти введення радянських військ в Угорщину. Відійшовши від політики, Абе цілком віддався літературі і створив твори, які принесли йому світову популярність. Опублікування «Четвертого міжльодовикового періоду» (1958), що з'єднав в собі риси наукової фантастики, детективного жанру і західноєвропейського інтелектуального роману, остаточно зміцнило становище Абе в японській літературі. Всесвітню славу принесли письменнику що з'явилися один за одним романи «Жінка в пісках» (1962), «Чуже обличчя» (1964) і «Спалена карта» (1967). Після їх появи про Абе заговорили як про одного з тих, хто вершить долі не тільки японської, але й світової літератури. Ці романи Абе займають центральне місце в його творчості. І за часом створення, і за змістом до них примикають романи «Людина-коробка» (1973), «Таємне побачення» (1977), «Вишневий ковчег» (1984).
Одним з найважливіших моментів, які визначили його літературні, та й життєві, позиції, було прекрасне знання світової літератури, в тому числі української. Він писав:
|  | Ще в шкільні роки я був зачарований творчістю гіганта української літератури — Гоголя. Я прочитав майже все написане ним, і не один раз, і зараховую себе до його учня. Переплетіння вигадки і реальності, завдяки чому реальність постає гранично яскраво і вражаюче, з'явилося в моїх творах завдяки Гоголю, який навчив мене цього. |

Абе Кобо був не просто літератором, він уславився, як людина різноманітних здібностей та обдарувань, чудово розумівся в класичній музиці, був мовознавцем, фотографом, драматургом, і сценаристом. У 1973 році заснував театр «Студія Абе Кобо», що відзначався новаторством постановок. Його п'єси «Чоловік, що перетворився на палицю» (1957), «Привиди серед нас» (1958) та інші переведені на багато мов світу. З 1969-го по 1980 р. Абе Кобо як режисер поставив безліч вистав, таких, наприклад, як «Рибка-фальшивка», «Чемодан», «Друзі» та ін. Крім того, що трупа акторів під керівництвом Абе з тріумфом виступала в Японії, вона здійснювала турне по США і Європі, причому також з неймовірним успіхом. Багато романів Абе екранізовано.
25 грудня 1992 року Абе Кобо під час роботи над черговою книгою знепритомнів через крововилив в мозок. Лікування не допомогло і 22 січня 1993 року, у віці 68 років, письменник помер.

## Спосіб життя і захоплення
Письменник вів замкнутий спосіб життя, друзів не мав, не підпускав до себе сторонніх людей, не любив журналістів. Проживав самотньо у відокремленому котеджі в районі гірського курорту Хаконе. Він сам зізнавався:
|  | Не люблю людей. Я один. І перевага моя в тому, що на відміну від багатьох я добре це розумію. |

Разом з тим Абе Кобо захоплювався фотографією, його знімки слугували ілюстраціями до його творів. Він винайшов ланцюги проти ковзання, які можна одягнути на колеса автомобіля без використання домкрата, за що отримав патент і срібну медаль. Із 80-х років XX століття писав, користуючись текстовим редактором на персональному комп'ютері. Грав на синтезаторі для супроводу постановок у власній театральній студії.

## Номінація на Нобелівську премію з літератури
У 1992 році письменник був одним з кандидатів на Нобелівську премію з літератури, але її отримав Дерек Волкотт. Наступного року несподівана смерть завадила йому здобути цю нагороду.

## Твори
- Романи «Дорожній знак в кінці вулиці» (1948), «Стіна. Злочин S. Карми», «Жінка в пісках» (1962), «Чуже обличчя» (1964), «Спалена карта» (1967), «Людина-коробка» (1973);
- драми;
- кіносценарії.

## Видання українською мовою
- Кобо Абе. Спалена карта: роман / Перекл. з яп. І. Дзюб; Післямова О. Лєнік. — Київ, Молодь, 1969. — 205 С.
- Кобо Абе. Людина-коробка: роман / Перекл. з яп. І. Дзюб; Післямова В. Гривнін. — «Всесвіт», 1975, № 6. — С. 3—59.
- Жінка в пісках. Чуже обличчя. Спалена карта: Романи / Перекл. з яп. І. Дзюба; Передм. М. Федоренка. — Київ, видавництво художньої літератури «Дніпро», 1988 р. (Серія «Зарубіжна проза ХХ століття»)
- Жінка в пісках. Чуже обличчя / К. Абе ; пер. І. Дзюба ; Ін-т л-ри ім. Т. Г. Шевченка НАН України. — Х. : Фоліо, 2008. — 347 с. — (Японська література). — ISBN 978-966-03-4389-4
- Жінка в пісках: Роман / Перекл. з яп. та післям. І. Дзюба. Київ, Видавництво Соломії Павличко «Основи», 2004 р. (Серія «Зарубіжна класика»)